# Torneo di Wimbledon 1889
Il Torneo di Wimbledon 1889 è stata la 13ª edizione del Torneo di Wimbledon e prima prova stagionale dello Slam per il 1889.
Si è giocato sui campi in erba dell'All England Lawn Tennis and Croquet Club di Wimbledon a Londra in Gran Bretagna. 
Il torneo ha visto vincitore nel singolare maschile il britannico William Renshaw
che ha sconfitto in finale in 4 set il connazionale Ernest Renshaw con il punteggio di 6–4 6–1 3–6 6–0.
Nel singolare femminile si è imposta la britannica Blanche Bingley Hillyard
che ha battuto in finale in 2 set la connazionale Lena Rice.
Nel doppio maschile hanno trionfato William Renshaw e Ernest Renshaw.

## Risultati

### Singolare maschile
William Renshaw ha battuto in finale  Ernest Renshaw con il punteggio di 6–4 6–1 3–6 6–0

### Singolare femminile
Blanche Bingley Hillyard ha battuto in finale  Lena Rice con il punteggio di 4–6, 8–6, 6–4

### Doppio maschile
William Renshaw /  Ernest Renshaw hanno battuto in finale  Ernest Lewis /  George Hillyard con il punteggio di 6–4, 6–4, 3–6, 0–6, 6–1